# Hellmuth Matiasek
Hellmuth Matiasek, auch: Helmuth Matiasek (* 15. Mai 1931 in Wien; † 7. April 2022 in Rosenheim), war ein österreichischer Regisseur und Intendant.

## Ausbildung
Matiasek studierte Regie und Schauspiel am Max-Reinhardt-Seminar der Akademie für Musik und darstellende Kunst Wien sowie Theaterwissenschaft, Musikwissenschaft, Germanistik und Philosophie an der Universität Wien und schloss sein Studium 1958 mit der Promotion zum Dr. phil. ab.

## Theaterarbeit
1953 gründete Matiasek das avantgardistische Theater Kaleidoskop in Wien, das heutige Ateliertheater, und agierte als dessen Leiter. 1955 war er als Regisseur am Salzburger Landestheater und 1960 unter der Leitung von Oscar Fritz Schuh an den Städtischen Bühnen Köln tätig. Von 1962 bis 1964 übernahm er die Intendanz des Salzburger Landestheaters. 1964 wechselte er auf den Posten des Generalintendanten am Staatstheaters Braunschweig und war dort bis 1967 tätig, 1978–1983 war er in gleicher Position an den Wuppertaler Bühnen engagiert und 1983–1996 leitete er als Intendant das Staatstheater am Gärtnerplatz in München. 1997–2008 war Matiasek Künstlerischer Leiter der Festspiele Orff in Andechs, 2000–2003 zugleich Präsident der Bayerischen Theaterakademie August Everding. In seinem künstlerischen Fokus ist über die Jahre eine Abkehr vom Provokativen festzustellen: „Galt Matiasek seinem Braunschweiger Publikum noch als Bürgerschreck, der brave Theaterbesucher mit der Kritischen Theorie Adornos versorgte […], so präsentierte er sich bei seinem Einstand am Gärtnerplatz ‚geläutert‘: ‚Auch die Provokation ist ein künstlerisches Mittel. Da bin ich dankbar, daß dies vielleicht an der Frankfurter Oper geschieht, das muß nicht unbedingt am Gärtnerplatztheater sein.‘“
Neben seinen festen Engagements inszenierte Matiasek als Gastregisseur bisher an zahlreichen Bühnen im In- und Ausland, unter anderem an der Hamburgischen Staatsoper, dem Deutschen Schauspielhaus Hamburg, dem Theater am Kurfürstendamm und der Komödie am Kurfürstendamm in Berlin, dem Bayerischen Staatsschauspiel München, den Münchner Kammerspielen, der Staatsoper Stuttgart, dem Badischen Staatstheater Karlsruhe, dem Bremer Theater, dem Burgtheater Wien, sowie bei den Salzburger und den Bregenzer Festspielen. Zu seinen Tätigkeiten im Ausland zählten Gastengagements in Basel, Bern, Stockholm, Zagreb und Barcelona.

## Lehrtätigkeiten, Ämter und Mitgliedschaften
Matiasek war von 1972 bis 1978 Direktor der Otto-Falckenberg-Schule in München und von 2000 bis 2003 Präsident der Bayerischen Theaterakademie. Er engagierte sich außerdem im Deutschen Bühnenverein, beim Deutschen Zentrum des Internationalen Theaterinstituts (ITI), war Mitglied des Kuratoriums der Akademie Schloss Solitude und lehrte als Dozent an mehreren Universitäten und Hochschulen. Matiasek saß außerdem in der Abschluss-Prüfungskommission der Athanor Akademie. Zudem war er Mitglied der Jury des Internationalen Gesangswettbewerbs Neue Stimmen.

## Auszeichnungen
Matiasek gewann 1963 den Österreichischen Theaterdirektoren-Preis, bekam 1992 das Bundesverdienstkreuz I. Klasse verliehen und erhielt 1993 das Österreichische Ehrenzeichen für Wissenschaft und Kunst; 1996 wurde ihm der Bayerische Verdienstorden verliehen; 2003 erhielt er den Oberbayerischen Kulturpreis und 2008 die Auszeichnung Pro meritis scientiae et litterarum des Freistaats Bayern.

## Privatleben
Matiasek war seit 1967 in zweiter Ehe mit der Schauspielerin Cornelia Froboess verheiratet. Aus der Ehe gingen die Tochter Agnes und der Sohn Kaspar hervor, aus einer anderen Beziehung stammt die Tochter Katarina. Hellmuth Matiasek starb am 7. April 2022 im Alter von 90 Jahren in Rosenheim.